# الأمازون (ولاية)
الأمازون أو أمازوناس (بالبرتغالية: Amazonas‏) هي إحدى ولايات البرازيل، وتقع في الركن الشمالي الغربي من البلاد. وهي أكبر ولاية في البرازيل من حيث المساحة وتاسع أكبر وحدة بلدية في العالم، وهي أكبر من مساحات أوروغواي وباراغواي وتشيلي مجتمعة. وفي حالة كونها دولة مستقلة فستكون في المرتبة السادسة عشرة في العالم من حيث المساحة، حيث أنها أكبر قليلا من منغوليا. وهي أكبر من المنطقة الشمالية الشرقية من البرازيل بولاياتها التسع. تماثل مساحة ولاية الأمازون مساحة ولاية ألاسكا الأمريكية تقريبا  وما يعادل مرتين وربع مساحة ولاية تكساس.
الولايات المجاورة هي (باتجاه عقارب الساعة من الشمال) رورايما، بارا، ماتو غروسو، روندونيا، أكري. ولها حدود مع بيرو وكولومبيا وفنزويلا. وهذا يشمل أقسام أمازوناس، فاوبيس، غواينيا في كولومبيا، وكذلك ولاية أمازوناس في وفنزويلا، وإقليم لوريتو في بيرو.
سميت الولاية على نهر الأمازون، وكان سابقا جزءا من نيابة ملك إسبانيا في بيرو، وهي منطقة تسمى غيانا الإسبانية. استوطنها البرتغاليون في أوائل القرن الثامن عشر وتم دمجها في الإمبراطورية البرتغالية بعد معاهدة مدريد عام 1750. وأصبحت ولاية في جمهورية البرازيل الأولى في عام 1889.
تمثل الغابات الاستوائية أكثر مساحة الولاية؛ وتتركز المدن على طول الممرات المائية الصالحة للملاحة والتي لا يمكن الوصول إليها إلا بواسطة القوارب أو الطائرات. ماناوس هي العاصمة وأكبر مدينة فيها، وهي مدينة حديثة يبلغ تعدادها 2.1 مليون نسمة وسط الغابة على نهر الأمازون وعلى بعد 1,500 كم من منبع النهر على المحيط الأطلسي. يعيش ما يقرب من نصف سكان الولاية في هذه المدينة؛ المدن الكبيرة الأخرى هي بارينتينس، ماناكابورو، إتاكواتيارا، تيفي، وكواري وهي أيضا على طول نهر الأمازون في النصف الشرقي من الولاية.

## الاقتصاد
تعتمد الولاية على الصناعة واستخراج البترول، الغاز الطبيعي، المواد المعدنية وعلى اصطياد الأسماك لكثرة الانهر فيها ولعبت الولاية دوراً كبيراً في فترة استخراج المطاط الطبيعي، لوجود أكبر غابة في العالم فيها تجذب الولاية العديد من المستثمرين إليها من البرازيل وخارجها، فهناك العديد من الأشياء التي لم يتم اكتشافها في الأمازون.